# Robin Cavendish
Robin Francis Cavendish MBE (12 de  marzo de 1930 – 8 de agosto de 1994) era un británico defensor de las personas con discapacidad, desarrollador de ayuda médica, y uno de los más longevos en depender de un respirador en Gran Bretaña. Nacido en Middleton, Derbyshire, Cavendish fue afectado por la polio a la edad de 28. A pesar de pronosticarle tres meses de vida, Cavendish, paralizado del cuello abajo y capaz de respirar solo con el uso de un respirador, se convirtió en un incansable defensor de personas con discapacidad, instrumental en organizar los primeros registros del número de "responauts" en Gran Bretaña y ayudando a desarrollar numerosos dispositivos para proporcionar independencia a personas con parálisis.

## Biografía
Robin Francis Cavendish nació el 12 de marzo de 1930 en Middleton, Derbyshire, Inglaterra. Asistió a la Universidad de Winchester, así como a la Academia Militar Real Sandhurst y fue encargado en los años 60 del cuerpo de Rifle Real del Rey, pasando siete años en el Ejército, finalmente logrando el rango de Capitán. Dejó el Ejército para unirse a Thompson Smithett para empezar negocios de bolsa en Kenia. En 1957,  se casó con Diana Blacker y regresó a Kenya. Tuvieron un hijo, Jonathan Cavendish.
En diciembre de 1958, mientras estaba en Kenia, Cavendish contrajo la polio. Como estaba paralizado del cuello para abajo, un médico de Nairobi le puso encima un respirador que Cavendish necesitó para respirar, haciéndole un "responaut". Cavendish volvió a Inglaterra. Se le pronosticó tres meses de vida, y contra el consejo de sus doctores, dejó el hospital después de un año.
Durante el resto de su vida, Cavendish y su mujer trabajaron no solo para mejorar la calidad de su vida, sino las vidas de otras personas paralizadas, viajando por el mundo para inspirar otros como defensor de las personas con discapacidad. Cavendish a menudo serviría como el experto que explicó su condición a asesores y enfermeros. En los años 60, estudió las circunstancias de todos los responauts en Gran Bretaña, compilando el primer registro de cuántas personas estuvieron limitadas a sus pulmones. Sus hallazgos eran deprimentes, así que lanzó una campaña de petición al departamento de salud para proporcionar sillas de ruedas así como la suya para dar libertad a las víctimas de la polio. Con el paso de los años, se dejó utilizar como conejillo de indias para el desarrollo de un equipamiento de voz y respiración.

## En la cultura popular
Robin Cavendish fue interpretado por el actor Andrew Garfield en la película de 2017, Una Razón para Vivir.